# Saruhan Hünel
Muharrem Saruhan Hünel (* 7. Januar 1970 in Istanbul) ist ein türkischer Schauspieler.

## Leben und Karriere
Hünel wurde am 7. Januar 1970 in Istanbul geboren. Seine Mutter ist arabischer Abstammung aus Bagdad und sein Vater ist albanischer Abstammung. Sein Debüt gab er 1992 in der Fernsehserie Gündüzün Karanlığı. Danach wurde er 1993 für den Film Yasak Sokaklar gecastet. Außerdem trat er in dem Film Ufukta Bir Ağaç auf. Anschließend war er in Somuncu Baba: Aşkın Sırrı zu sehen. Von 2003 bis 2010 war Hünel mit Sergin Akyaz verheiratet.
Seine erste Hauptrolle bekam er in Aynalı Tahir. 2015  spielte Hünel in Karagül die Hauptrolle. Zwischen 2019 und 2020 trat er in Kuruluş Osman auf.

## Filmografie
Filme
- 1993: Ufukta Bir Ağaç
- 1993: Yasak Sokaklar
- 2016: Somuncu Baba: Aşkın Sırrı

Serien
- 1992: Gündüzün Karanlığı
- 1993: Tatlı Betüş
- 1997: Aynalı Tahir
- 2002: Melek
- 2006–2007: Kaybolan Yıllar
- 2008: Serce
- 2009: Yeni Baştan
- 2012: Araf Zamanı
- 2013: Oğurlanmış Arzular
- 2015: Karagül
- 2019–2020: Kuruluş Osman
- 2022: Yalnız Kurt